# Coupe d'Europe de hockey sur glace 1968-1969
Navigation
Coupe d'Europe 1967-1968 Coupe d'Europe 1969-1970
La saison 1968-1969 est la 4e édition de la Coupe d'Europe de hockey sur glace.

## Premier tour
| Équipe 1            | Résultat | Équipe 2             | Aller | Retour |
| ------------------- | -------- | -------------------- | ----- | ------ |
| HK Jesenice         | 8 - 11   | EC Klagenfurt AC     | 5 - 6 | 3 - 5  |
| HC Chamonix         | 2 - 9    | HC La Chaux-de-Fonds | 2 - 5 | 0 - 4  |
| Vålerenga           | 7 - 24   | Brynäs IF            | 3 - 7 | 4 - 17 |
| HK Metallurg Pernik | 7 - 11   | HC Dosza Ujpest      | 4 - 4 | 3 - 7  |
| GKS Katowice        | forfait  | KooVee Tampere       |       |        |
| Dynamo Berlin       | forfait  | HC Dinamo Bucurest   |       |        |

 EV Füssen, 
 Dukla Jihlava  :  qualifiés d'office.

## Deuxième tour
| Équipe 1             | Résultat | Équipe 2        | Aller  | Retour |
| -------------------- | -------- | --------------- | ------ | ------ |
| EC Klagenfurt AC     | 7 - 3    | EV Füssen       | 5 - 2  | 2 - 1  |
| HC La Chaux-de-Fonds | 13 - 6   | HC Dosza Ujpest | 10 - 4 | 3 - 2  |
| GKS Katowice         | 4 - 5    | Dynamo Berlin   | 1 - 2  | 3 - 3  |
| Brynäs IF            | forfait  | Dukla Jihlava   |        |        |

## Quarts de finale
| Équipe 1             | Résultat  | Équipe 2         | Aller | Retour |
| -------------------- | --------- | ---------------- | ----- | ------ |
| HC La Chaux-de-Fonds | 8 - 8(TF) | EC Klagenfurt AC | 4 - 5 | 4 - 3  |
| Dynamo Berlin        | forfait   | Brynäs IF        |       |        |

 ZKL Brno,   
 CSKA Moscou : qualifiés d'office.

## Demi-finale
| Équipe 1         | Résultat | Équipe 2    | Aller  | Retour |
| ---------------- | -------- | ----------- | ------ | ------ |
| EC Klagenfurt AC | forfait  | ZKL Brno    |        |        |
| Dynamo Berlin    | 1 - 24   | CSKA Moscou | 1 - 11 | 0 - 13 |

## Finale
| Équipe 1         | Résultat | Équipe 2    | Aller | Retour |
| ---------------- | -------- | ----------- | ----- | ------ |
| EC Klagenfurt AC | 4 - 23   | CSKA Moscou | 1 - 9 | 3 - 14 |

## Bilan
Le CSKA Moscou remporte la 4e Coupe d'Europe.